# Loyat
Loyat (tiếng Breton: Loiad) là một xã ở tỉnh Morbihan trong vùng Bretagne tây bắc Pháp. Xã này có diện tích 41,52 km², dân số năm 1999 là 1442 người. Khu vực này có độ cao từ 32-130 mét trên mực nước biển.